# Miguel José Carrascosa Salas
Miguel José Carrascosa Salas (Torreperogil, provincia de Jaén, 13 de julio de 1928) es un maestro, poeta y escritor español.

## Trayectoria
Nacido circunstancialmente en Torreperogil, donde su padre ejercía el magisterio, pasó infancia y juventud en Órgiva (Granada), siguiente lugar de destino paterno.
Es maestro nacional, licenciado en Filosofía y Letras por las universidades de Granada y Málaga y diplomado en Psicología y Ciencias de la Familia por la Universidad de Navarra.
Además de la actividad profesional como maestro en Campillo de Arenas (Jaén), director por oposición del colegio público «Gómez Moreno» en el Albaicín de Granada e Inspector técnico de Educación, ha sido asesor del Ministerio de Educación y Ciencia, en la etapa de Federico Mayor Zaragoza (1981-1982), director del Programa Nacional de Orientación de Alumnos del mismo ministerio y consultor de la UNESCO para educación permanente de adultos en Nariño, Boyacá y Bogotá. Presidió, desde su creación en 1994 hasta febrero de 2012, el Centro UNESCO de Andalucía, con sede en Granada.
En las primeras elecciones democráticas de la Transición, celebradas en 1977, ocupó el sexto lugar de la lista de UCD para el Congreso de los Diputados por la provincia de Granada, que encabezaba Federico Mayor Zaragoza.

## Obra
Ha escrito desde el punto de vista del humanismo cristiano sobre  familia, educación y otras materias, en artículos de prensa, local y especializada, y en diversas obras individuales y colectivas.
Tiene publicados varios libros sobre La Alpujarra, siendo el tratado del mismo título, editado en dos volúmenes por la Universidad de Granada en 1992, su obra más extensa y la más completa escrita hasta hoy sobre la comarca.
Al Albayzín le ha dedicado una serie de cuatro libros que tratan de diversas facetas del barrio.

### Libros
- Breve Catecismo de Liturgia (1957-1958). Parroquia de Santa Marta, de Martos (Jaén).

- A las puertas de La Alpujarra (1960). Imprenta de Francisco Román Puchol, Granada, 182 páginas, con prólogo del doctor Darío Cabanelas Rodríguez, catedrático de Lengua Árabe de la Universidad de Granada.

- Diccionario geográfico-histórico-estadístico del partido judicial de Órjiva, 1960. (Granada). Imprenta de Francisco Román Puchol, Granada; 78 páginas, con prólogo de Darío Cabanelas Rodríguez, catedrático de Lengua Árabe de la Universidad de Granada.

- Las asociaciones de padres de alumnos: organización y dinámica (1979). Editorial Cincel-Kapelusz, Madrid; 307 páginas, con prólogo de Federico Mayor Zaragoza, director general adjunto de la UNESCO.

- Organización escolar (en colaboración), 1985. Editorial Anaya, Salamanca; 680 páginas.

- La Alpujarra en coplas y otros poemas (1988). Caja General de Ahorros de Granada; 80 páginas, con prólogo de Pedro Correa Rodríguez, Catedrático de Lengua y Literatura Españolas del Instituto “Ángel Ganivet”, de Granada.

- La Alpujarra –dos volúmenes– (1992). Servicio de Publicaciones de la Universidad de Granada; 825 páginas, profusamente ilustradas, con prólogo de Joaquín Bosque Maurel, catedrático de Geografía de la Universidad Autónoma de Madrid.

- Nuevos paseos por Granada y sus contornos (en colaboración), 1993. Caja General de Ahorros de Granada en conmemoración del primer centenario de la Institución. Proyecto y coordinación, Manuel Titos Martínez. Imprime Ediciones Anel, S.A., Granada; pp. 211-244.

- La Alpujarra (Guía para viajar y conocer), 1996. Proyecto Sur de Ediciones, S.L., Armilla (Granada); 255 páginas, con prólogo del Francisco Rodríguez Martínez, catedrático de Análisis Regional de la Universidad de Granada.

- El Albayzín: datos para la historia (2001). Proyecto Sur de Ediciones, S.L., Armilla (Granada); 304 páginas, con prólogo de Federico Mayor Zaragoza, presidente de la Fundación Cultura de Paz y ex director general de la Unesco.

- El Albayzín en la leyenda, las tradiciones y la literatura (2003). Proyecto Sur de Ediciones, S.L., Armilla (Granada); 260 páginas, con prólogo de Antonio Sánchez Trigueros, catedrático de Teoría de la Literatura de la Universidad de Granada.

- Cuatro personajes históricos relacionados con Órjiva (2004): Gaspar de Sarabia, alcaide de Órxiva, 1570; Gonzalo Fernández de Córdoba (1453-1515). Señor de la villa de Órgiva (Gran Capitán); José García Moreno (1857-1909). Diputado a Cortes por el distrito electoral de Órgiva. Caballero cubierto ante el Rey. Gobernador civil de Málaga; Natalio Rivas Santiago (1865-1958). Diputado a Cortes por el distrito electoral de Órgiva. Abogado. Político liberal. Historiador y miembro de la Real Academia de la Historia. Ayuntamiento de Órgiva (Granada); 19 páginas.

- El palacio de los Condes de Sástago (Zaragoza), 2004. Ayuntamiento de Órgiva; folleto.

- El Albayzín y su patrimonio (2007). Proyecto Sur de Ediciones, S.L., Armilla (Granada); 285 páginas, con prólogo de José Alberto Sánchez del Castillo, presidente del Colegio Oficial de Aparejadores y Arquitectos Técnicos de Granada.

- Poemario del atardecer. Antología I (2010). Edita  Excmo. Ayuntamiento de Granada. Colección Granada Literaria; 221 páginas, con prólogo del poeta, novelista y escritor Fernando de Villena, Granada y la intervención final del  doctor José Antonio López Nevot, catedrático de Historia del Derecho y escritor y poeta.

- El Albayzín y sus monumentos (2013). Editorial de la Universidad de Granada; 314 páginas, con prólogo del doctor-arquitecto e investigador de la Escuela de Estudios Árabes de Granada (CSIC) Antonio Orihuela Uzal.

- Poemario del atardecer. Antología II. En preparación. Granada, 2013.

- Palabra y testimonio. En preparación. (Selección de artículos publicados por el autor de 1977 a 2012).

- Miguel J. Carrascosa, Granada y La Alpujarra. Granada, 2013. (Selección de artículos, entrevistas, poemas, presentaciones y prólogos escritos por el autor de 1990 a 2011); 199 páginas

- Selección de escritos publicados de 1975 a 2011 (sobre La Alpujarra, artículos varios y cartas abiertas). Granada, 2013; 149 páginas.

- Intervenciones públicas (pregones, presentaciones de libros y prólogos). Granada, 2013; 225 páginas.

### Presentaciones y prólogos

#### Presentaciones
- Visión, en romance hispánico, del Ingenioso Hidalgo Don Quijote de la Mancha (2005). Autor: Teodoro R. Martín de Molina, Granada.

- Cancionero popular de la provincia de Granada. Canciones y romances de La Alpujarra (2007). Autor: Germán Tejerizo Robles, Granada.

- Ahora que me acuerdo (desde mi tinao). 2010. Autor: Antonio Crespo Martín, La Junquera (Gerona).

- Bubión, en el centro del Poqueira (2011). Autor: Juan Pérez Ramón. Edita: Ayuntamiento de Bubión (Granada). Imprimen: Hermanos Gallego Hódar, S.L., Órgiva (Granada).

- Vivir con sentido. Vivir con salud (2012). Autor: Federico Velázquez de Castro González. Edita Centro UNESCO de Andalucía. Editorial Zumaya, Granada.

- Toda la verdad sobre Patricio Cervilla (novela). Autor: Manuel Fernando Estévez Goytre. (Premio Onuba 2011). Editorial Onuba (Huelva).

#### Prólogos
- Poemas desgarrados (1994). Autor: Carlos Ortiz Nieto. Granada.

- Soportújar: embrujo de La Alpujarra (1998). Autora: Angustias M. Martín Funes. Proyecto Sur de Ediciones, Armilla (Granada).

- Órjiva: hitos de su historia (2001-2002). Autor: Juan González Blasco. Hermanos Gallego, Órgiva (Granada).

- Poemario (2003). Autor: Antonio Crespo Martín, La Junquera (Gerona).

- Soportújar, pasado y presente (2004). Autora: Angustias M. Martín Funes. Proyecto Sur reediciones, S.L., Armilla (Granada).

- Relatos ocasionales (2004). Autor: Antonio Crespo Martín. La Junquera

- Cástaras: misterio entre aguas y piedra (2005). Autor: Nicolás García Mezcua, Cástaras (Granada)

- Pórtugos: una alquería de la taha de Ferreira (2010). Autor: José Robles Torres, Granada.

- Reales Provisiones de Hidalguía: vecinos de la villa de Órjiva (2011). Autor: Juan González Blasco. Editorial TLEO, Granada.

- Cádiar: memoria en blanco y negro (2012). Autor: Francisco García Valdearenas. Ayuntamiento de Cádiar (Granada).

- Otura: leyendas, historietas y semblanzas (2012). Autor: Miguel Martín Calpena. Ayuntamiento de Villa de Otura (Granada).

#### Pregones
- I Pregón de la Real Feria de Ganados de la ciudad  Órgiva (1990).

- I Pregón de las fiestas de San Roque, patrón de la villa de Pitres (Granada). 1991.

- Pregón de la Real y Venerable Cofradía de Nuestro Padre Jesús del Perdón y María Santísima de la Aurora. Iglesia de San Miguel Bajo, Albayzín (1994).

- Pregón de las fiestas de San Roque, patrón de la villa de Güéjar Sierra (Granada). 2000-

- II Pregón de la Real Feria de Ganados de la ciudad de Órgiva (2001).

- VIII Pregón de la Venerable y Tradicional Hermandad de Nuestra Señora de los Dolores,  de Vélez Rubio (Almería). 2002.

- Pregón en honor de la María Santísima de la Aurora, patrona de la villa de Villa de Otura (Granada). 2004.

- Pregón en honor  de la Venerable Hermandad Nuestra Señora del Carmen, patrona de Torrenueva (Motril). Julio de 2006.

## Distinciones
- Comendador de la Orden de Isabel la Católica, condecoración que se le entregó en un acto celebrado el 24 de octubre de 2008 durante el «I Encuentro de Centros, Clubes y Asociaciones UNESCO de Andalucía, Ceuta, Melilla y Extremadura».[2]
- El Ayuntamiento de Órgiva le concedió en 2006 el título de hijo adoptivo de la localidad.[3]
- Es cronista oficial de La Taha.[4]